# Vasilij Gončarov
Vasilij Mihajlovič Gončarov (ruski: Василий Михайлович Гончаров; Voronjež, Rusko Carstvo, 1861. – Moskva, Rusko Carstvo, 23. kolovoza 1915.), ruski filmski redatelj.

## Filmovi
- Drama u Moskvi
- Ruska svadba 16. stoljeća
- Mazepa
- Pjesma o trgovcu Kalašnjikovu
- Smrt Ivana Groznog
- Uhar-kupec
- U ponoć na groblju
- Život i smrt Puškina
- Korobejniki
- Pjotr Velikij
- Evgenij Onegin
- Obrana Sevastopolja[1]
- 1812. godine[2]

## Vanjske poveznice
- Vasilij Gončarov na kino-teatr.ru